# Armando Fizzarotti
Armando Fizzarotti (Napoli, 16 febbraio 1892 – Napoli, 15 febbraio 1966) è stato un regista, sceneggiatore e fotografo italiano.

## Biografia
Iniziò a lavorare come fotografo ritrattista in uno studio a Napoli, collaborando successivamente con alcune case di produzione di film muti partenopei, dove svolse un'intensa attività di fotografo di scena. Questo gli permise di apprendere le varie tecniche legate alla produzione di film, all'interno e all'esterno degli studi cinematografici.
Sarà tra l'altro aiuto operatore, assistente alla regia e al montaggio, scenografo. In seguito scrisse soggetti e sceneggiature, specializzandosi in pellicole di tematica sentimentale e drammatica, sempre ambientando le storie all'ombra del Vesuvio.
Nel 1925 diresse il suo primo film muto Fenesta ca lucive... , nel 1935 il primo sonoro Napoli verde-blu. Col sopravvenire della crisi del cinema napoletano, si trasferì come molti suoi colleghi a Roma, diventata ormai il maggior centro di produzione cinematografica.
Dopo un lungo periodo, in cui si occupò soprattutto della produzione, gira nel 1947 il dramma sentimentale Malaspina, che ottenne molto successo tra il pubblico, a cui faranno seguito altre pellicole sulla stessa falsariga. Si specializzò dunque nel filone strappalacrime d'ambientazione napoletana.
Morì a Napoli nel 1966, lasciando l'eredità del suo lavoro al figlio, il regista Ettore Maria Fizzarotti.

## Filmografia

### Regista
- Core 'e mamma! (1923)
- Luna nuova (1925)
- Fenesta ca lucive... (1926)
- Napoli verde-blu (1935)
- Malaspina (1947)
- Calamita d'oro (1948)
- Luna rossa (1951)
- Cuore forestiero (1952)
- Napoli è sempre Napoli (1954)
- Presentimento (1956)
- Te stò aspettanno (1957)
- Malafemmena (1957)

### Sceneggiatore
- Napoli verde-blu, regia di Armando Fizzarotti (1935)
- Calamità d'oro, regia di Armando Fizzarotti (1948)
- Gli amanti di Ravello, regia di Francesco De Robertis (1950)
- Luna rossa, regia di Armando Fizzarotti (1951)
- Rosalba, la fanciulla di Pompei, regia di Natale Montillo (1952)
- Cuore forestiero, regia di Armando Fizzarotti (1952)
- Napoli è sempre Napoli, regia di Armando Fizzarotti (1954)
- Presentimento, regia di Armando Fizzarotti (1956)
- Te stò aspettanno, regia di Armando Fizzarotti (1956)
- Malafemmena, regia di Armando Fizzarotti (1957)

### Direttore della fotografia
- Totonno se ne va, regia di Goffredo D'Andrea (1924)
- Napoli verde-blu, regia di Armando Fizzarotti (1935)